# Florin englez
Termenul englez florin indică două monede, una de aur bătută în 1344 de Eduard al III-lea și alta, de argint, introdusă în sistemul monetar britanic din 1849. Aceasta din urmă fost denumită popular „Two-bob-piece” și echivala cu 2 șilingi.

## Galerie de imagini

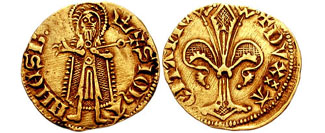
Stânga: S IOhA NNES B, Sf. Ioan Botezătorul în picioare, cap de leopard şi coroană; dreapta: +DVX AQITANIE, crinul  Florenţei; aur (2,61 g), monetăria din Bordeaux;[1] emis prin 1352-1355, sub Eduard al III-lea.
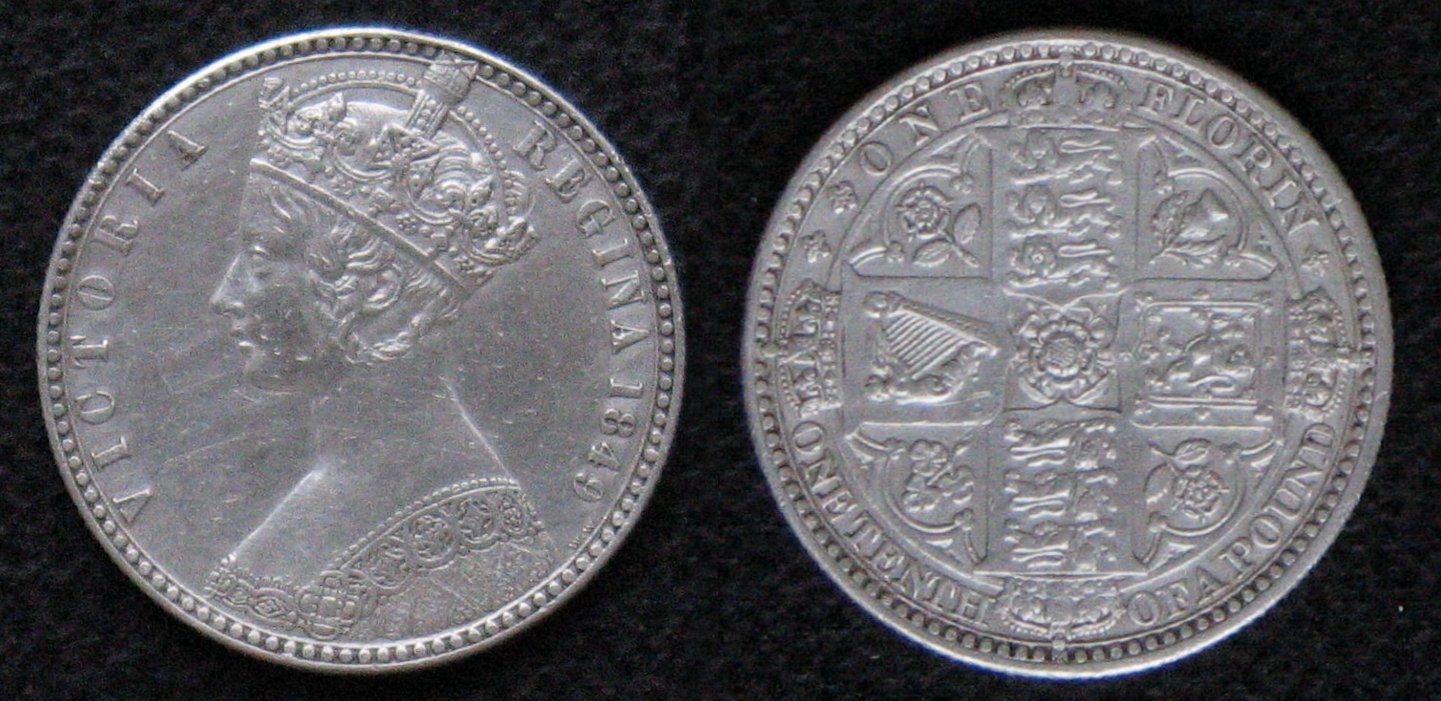
Florin de argint emis sub regina Victoria, în 1849, cunoscut ca și „godless florin”.
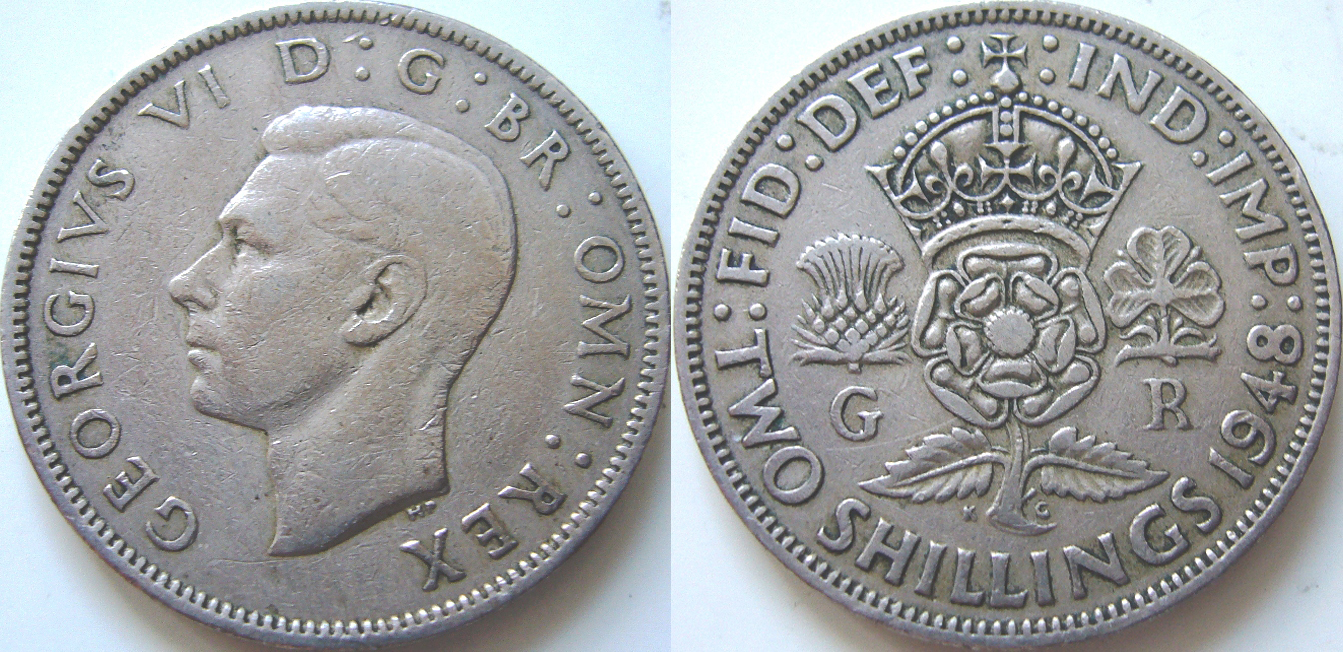
Florin emis în 1948, din cupronichel, cu regele George al VI-lea; avers, circular: GEORGIVS VI :D:G:BR:OMN:REX, cap spre stânga; revers, circular: :FID:DEF:†:IND:IMP:TWO SHILLINGS 1948